# Oblasts da Rússia
Um oblast (em russo: область) é um tipo de estado federal da Federação Russa. 

## Visão geral
Os oblasts são entidades políticas constituintes de uma união federal com representação no Conselho da Federação e servem como uma divisão administrativa de primeiro nível. Cada oblast apresenta um governo estadual com autoridade sobre um território geográfico definido, com uma legislatura estadual, a Duma de Oblast, que é democraticamente eleita. O Governador é o mais alto cargo executivo do governo estadual em um Oblast, e é eleito pelo povo. Os oblasts são divididos em raions (distritos), cidades de importância oblast (cidades independentes equivalentes a distritos) e okrugs autônomos, que são sujeitos legalmente federais iguais a um oblast, mas são administrativamente subservientes a um. Dois oblasts têm okrugs autônomos: Oblast de Arcangel (Okrug autônomo de Nenets) e Oblast de Tiumen (Okrug autônomo de Khanty-Mansi e Okrug autônomo de Iamália-Nenétsia).
O termo oblast pode ser traduzido para o português como "província" ou "região", e atualmente existem 48 oblasts, o tipo mais comum dos 89 súditos federais na Rússia. A maioria dos oblasts recebe o nome de seu centro administrativo, o termo oficial para uma capital em um oblast, que geralmente é a maior cidade. As exceções a isso incluem o Oblast de Leningrado e o Oblast de Moscou, que não têm capital oficial, e o Oblast de Sacalina, que recebeu o nome de uma localização geográfica. Oblast de Leningrado e Oblast de Sverdlovsk mantêm os nomes anteriores de São Petersburgo e Ecaterimburgo, respectivamente. Os oblasts são tipicamente áreas que são predominantemente povoadas por russos étnicos e falantes nativos da língua russa, e estão localizados principalmente na Rússia europeia. O maior oblast por tamanho geográfico é o Oblast de Tiumen com 1 435 200 km² (excluindo okrugs autônomos, O Oblast de Irkutsk é o maior com 767 900 km2) e o menor é o Oblast de Kaliningrado com 15 100 km². O oblast mais populoso é o Oblast de Moscou com 7 095 120 e o menos populoso é o Oblast de Magadan com 156 996.

## Comparação com outros tipos de estados federais
Os Krais, outro tipo de estado federal, são juridicamente idênticos aos oblasts e a diferença entre uma entidade política com o nome "oblast" e uma chamada "krai" é puramente tradicional.

## História
No Império Russo, os oblasts eram uma divisão administrativa de terceiro nível, organizada em 1849 e em número reduzido, dividindo as gubernias ("governorados") maiores dentro do krais de primeiro nível. Após as numerosas reformas administrativas durante a era soviética, o número de oblasts aumentou gradualmente à medida que se tornaram a principal divisão administrativa de alto nível das Repúblicas Socialistas Soviéticas (SSRs), as entidades políticas constituintes da União Soviética. Esses oblasts tinham muito pouca autonomia ou poder, mas quando a União Soviética se dissolveu em estados soberanos ao longo das linhas dos SSRs, eles se tornaram as divisões administrativas de primeiro nível. Os oblasts do SFSR russo, que fez a transição para a Federação Russa, tornaram-se as divisões administrativas de primeiro nível do novo país e receberam maior poder descentralizado.

## Lista de oblasts
A Rússia é dividida em 89 subdivisões, sendo que 48 são oblasts (também chamadas regiões ou províncias):

### Em território russo
1. Amur
2. Arcangel
3. Astracã
4. Belgorod
5. Briansk
6. Cheliabinsk
7. Irkutsk
8. Ivanovo
9. Kaliningrado
10. Kaluga
11. Kemerovo
12. Kirov
13. Kostroma
14. Kurgan
15. Kursk
16. Leningrado
17. Lipetsk
18. Magadan
19. Moscou
20. Murmansk
21. Níjni Novgorod
22. Novgorod
23. Novosibirsk
24. Omsk
25. Oremburgo
26. Oriol
27. Penza
28. Pskov
29. Rostov
30. Riazan
31. Sacalina
32. Samara
33. Saratov
34. Smolensk
35. Sverdlovsk
36. Tambov
37. Tomsk
38. Tula
39. Tver
40. Tiumen
41. Ulianovsk
42. Vladimir
43. Volgogrado
44. Vologda
45. Voronej
46. Iaroslavl

### Durante a "operação especial Russa"
47.  Kherson, boa parte do território sob ocupação militar russa.
48.  Zaporíjia, metade do território sob controle militar russo.